# The Geeks
The Geeks é uma banda de hardcore punk influente na Coreia do Sul. Eles são uma das primeiras bandas de hardcore punk da Coreia e também a primeira a introduzir o youth crew e o straight edge hardcore. Devido as suas extensas viagens e organização de turnês na Coreia, eles são uma das bandas mais difundidas no país, sendo amplamente conhecida em todo o mundo em seu próprio gênero.

## Historia
The Geeks foi formada em 1999 por colegas de escola Seo Kiseok (vocalista) e Kang Junsung (guitarrista), pouco depois de descobrir a existencia do punk -coreano através da compilacao Our Nation lancada pela Drug Records.
Devido em grande parte ao tempo de Seo viveu nos Estados Unidos da America, a banda assinou contrato com a Think Fast! Records bem conhecida na comunidade de hardcore internacional. Eles também estão associados a Get Outta Town Records, Townhall Records, e GMC Records. Suas conexoes abriram muitas oportunidades para fazer turnes fora da Coreia, coisa rara para bandas coreanas ate muito recentemente. Eles foram a primeira banda punk-coreana a sair em turne com sucesso nos Estados Unidos da America. Eles ja visitaram os EUA várias vezes, e, em 2007, eles partiram em uma turne mundial que os levou para os EUA, bem como para a Malasia e Cingapura.
The Geeks se apresentou no SXSW em 2013, com uma bolsa da Agencia de Conteudo Criativo da Coreia. Eles irao aparecer no próximo documentário de Stephen Epstein e Timothy Tangherlini , uma sequencia para o documentário de 1999 Our Nation.
Atualmente, todos os membros do The Geeks trabalham em tempo integral, deixando menos tempo para a música. Seo trabalha para GM Daewoo e Kang trabalha para uma empresa de TI.

### Resposta Critica
PunkNews.org proclamou a banda "Sem duvida, a banda de hardcore mais popular da Coreia, The Geeks deve ser um dos primeiros nomes que vem a mente quando voce pensa no hardcore asiatico". The Geeks 2007 Álbum Every Time We Fall foi avaliado pelo Scene Point Blank que lhes deu a nota 7.5/10, e disse:
No final do dia, The Geeks e seu album de estreia Every Time We Fall, e muito mais do que apenas uma novidade. O album esta cheio de musica soberba e conteudo lirico sincero. Se voce tiver sorte o suficiente para ver o The Geeks ao vivo, esteja preparado para dar stagedives e gritar ate seus pulmoes saltarem fora.
Em uma biografia comumente divulgada , sua influencia principal e sublinhada na declaracao "The Geeks e para a Asia, o que o Youth of Today foi para o Hardcore Americano".

### Straight Edge
A banda começou originalmente como um banda straight edge, com todos os membros se abstendo de álcool. A cultura de beber na Coreia e muito poderosa, e Seo lutou para ficar livre de álcool em seu primeiro ano de faculdade e seu servico militar obrigatório, alegando ter quase sido atacado por se recusar a beber uma vez. Apesar dos problemas de violência na cena straight-edge, em muitas partes do mundo, o The Geeks e uma banda não-violenta e tenho muitos amigos que bebem. O vocalista Seo desenhou um X nas parte de tras das suas maos para simbolizar sua posicao straight-edge.
Apesar da sua reputacao de straight-edge, straight-edge não e uma das principais mensagens de suas letras.
Atualmente, nem todos os membros são ainda straight-edge.

### Open Your Eyes and Powwow
Seo também fundou e co-dirigiu uma agência musical chamada de Open Your Eyes, que trouxe inúmeras bandas de hardcore estrangeiras para a Coreia, incluindo Champion, Outbreak, Terror, Sick of It All, Down to Nothing, Have Heart, No Turning Back, e Bane.
Através da OYE , Seo tornou-se um dos primeiros investidores da Powwow, um clube de música ao vivo situado perto da Estacao Noksapyeong na base do Haebangchon e Gyeongnidan . O local foi fechado em 2013. .

## Os membros da banda
- Seo Ki-seok (서기석): Vocais
- Kang Jun-sung (강준성): Guitarra
- Jung Bong-kyu (정봉규): Baixo
- Choi Imyoung (최임영): Bateria

## Discografia

### Albuns
- [2006] Every Time We Fall (Get Outta Town Records)

### Albums Split
- [2001] Together As One, Far East Hardcore Split (with In My Pain) (GMC Records)

### Singles e EPs
- [2002] What's Inside (Think Fast! Records)
- [2010] Always Classics

### Coletaneas
- [2004] From The Start 1999-2004 (Kawaii Records, Townhall Records)
- [2003.07.05] We Are the Punx in Korea (#12 "Let It Fade & Live Free")
- [2008.09.16] No Future for You (#9 "이어지는 의지" [Will Lead])
- [2011.07.05] Them and Us ("Knowledge" (Operation Ivy cover), "One Spirit")